# AO Proodeftiki
Der A.O. Proodeftiki (griechisch: Αθλητικός Όμιλος Προοδευτική, Sportverein Proodeftiki) ist ein griechischer Fußballverein, der in Nikea, Piräus beheimatet ist. Er wurde 1927 in Nikea, Piräus gegründet. Neben der Fußballabteilung bietet der Verein auch Sportarten wie Basketball und Volleyball an.
Der Verein spielte
- in der Super League: 15 Jahre
- in der Football League: 29 Jahre
- in der Football League 2: 7 Jahre

## Geschichte
In der Saison 1959/60 ist der Verein zum ersten Mal in die erste griechische Liga aufgestiegen. Der bislang größte Erfolg war der vierte Platz in der griechischen Liga in der Saison 1964/65.

## Vereinsfarben und Logo
Die Vereinsfarben sind seit jeher Dunkelrot und Weiß. Die Vereinsfarben sind auch Grundlage für spitznamen von Proodeftiki. Die Spitznamen der Club ist, Die Königin Piraeus und Die Dunkelrote. Das Logo des Clubs ist die alte mythische Vogel, Phönix.

## Erfolge
- Football League (1): 1963/64
- Football League 2 (1): 1989/90

## Bedeutende ehemalige Spieler
- Lakis Gklezos
- Oleh Protassow
- Stamatis Vourdamis
- Vasilis Terkessidis
- Evangelos Moras
- Panagiotis Ikonomopoulos
- Stavros Nikolakakos
- Christos Xanthopoulos
- Konstantinos Frantzeskos
- Yiannis Fratzis
- Stelios Mpesis
- Anastasios Pantos
- Dionisis Spetsarias
- Dimitrios Eleftheropoulos